# Гайдамаки (тижневик)
«Гайдамаки» — український незалежний тижневик націонал-демократичного спрямування, що виходив у Львові впродовж 1902—1907 років. Видавець і відповідальний редактор: Михайло Петрицький.

## Тематика
Видання засуджувало пропольську політику місцевих владних структур, полонізацію освіти, пропагувало ідею національної автономії Східної Галичини. Тижневик порушував проблеми соціально-економічного становища селян, боротьби з неписьменністю. Видання відстоювало право на вживання української мови в суспільному житті Галичини.
У постійній рубриці «Парлямент» часопис повідомляв про діяльність австрійського уряду, коментував хід сеймових засідань, на яких обговорювали проблеми галицьких українців. Тижневик друкував тексти виступів українських послів, офіційні матеріали Української народної партії (1905), звернення українських громадських і культурних національних інституцій. У місцевій хроніці тижневик висвітлював події політичного, культурного та економічного життя. Газета перестала виходити після обрання Михайла Петрицького депутатом парламенту.